# Капилиеле Фаупала
Капилиеле Фаупала (род. 1940, Ахоа, Хахаке, Уоллис и Футуна) — 51-й Лавелуа, король Увеа, одного из трёх традиционных королевств заморской общины Франции Уоллис и Футуна. Фаупала был официально коронован как Лавелуа 25 июля 2008 года, сменив Томаси Килимоетоке II, который умер в мае 2007 года. Отрёкся от престола в сентябре 2014 года.

## Биография
Фаупала (имя при рождении Калаэ Кивалу) родился в деревне Ахоа, расположенной в центре острова Уоллис. Работал во французской администрации Уоллиса и Футуны, а также в местном департаменте общественных работ Уоллиса до выхода на пенсию в 1995 году.
В 2004—2008 годах Калаэ Кивалу был главой Совета министров традиционного права до своей коронации в 2008 году. Совет министров традиционного
права пользуется определенным уровнем официального признания со стороны правительства Франции в соответствии с договором 1961 года, подписанным Томази Кулимоэтоке II, по которому Уоллис и Футуну стала заморской территорией Франции.

## Король Увеа
Предшественник Фаупалы Томази Кулимоэтоке II умер в мае 2007 года. Кулимоэтоке был королём в течение 48 лет с момента его коронации в 1959 году. Шестимесячный траур был проведён после смерти Кулимоэтоке, когда было наложено табу на обсуждение возможного преемника престола. У Кулимоэтоке были иногда натянутые отношения с французскими властями в последние годы своего правления.
Период траура официально закончился в ноябре 2007 года и формально начались дискуссии о возможном преемнике. Совет министров взял на себя роль королевских обязанностей после смерти Кулиэмоэтоке и был обвинён в поиске его преемника. Две главные враждующие королевские семьи Уоллиса в течение предыдущих трёх лет вели закулисную борьбу за трон Увеа. Их борьба за преемственность в Кулимоэтоке началась еще до смерти предыдущего короля в 2007 году. Королевские уоллисские семьи или кланы происходили с севера (Хихифо) и юга (Муа) острова. Каждый предлагал своего кандидата на место короля. Каждый королевский клан также утверждал, что именно он законный следующий в очереди на престол, что привело к тупиковой ситуации в переговорах на несколько месяцев.
В конечном итоге, после месяцев обсуждений, традиционный Совет министров избрал Капилиэле Фаупала новым королём Увеа в объявлении, сделанном в середине июля 2008 года. Кулиемоэтоке изначально выбрал Фаупалу своим преемником до своей смерти в мае 2007 года. Кандидаты от других вождей враждующих кланов и королевских семей на Уоллисе были отклонены Советом. Объявление Фаупалы новым королём вызвало протесты со стороны других королевских семей и кланов по всему Уоллису. Критики утверждали, что Совет министров должен более активно работать над примирением различных спорящих кланов на Уоллисе, прежде чем объявить окончательный выбор короля Увеа. Королевские семьи Севера и Юга также утверждали, что Совет должен был активно проконсультироваться с ними при выборе нового монарха.
Кулитеа от меньшинства, называемого «обновителями», По’ои Фотофили, призвал к спокойствию и осудил призывы к насилию, заявив: «Мы решили пока не двигаться. Мы позволим этой короне идти своим чередом. Мы призываем наш народ сохранять спокойствие, чтобы поддерживать мир на земле. Но это не означает, что мы просто будем сидеть сложа руки и смотреть». Он намекнул на будущие действия недовольных королевских кланов после коронации, включая возможность назначения дополнительных, новых королей-соперников на острове Уоллис, которые не одобрены Советом министров. Как сказал Фотофили трём основным кланам королевской семьи на Уоллисе — Муа, Хахаке и Хихифо — «Должны ли мы иметь одного короля для каждого района или только одного короля для всех трёх районов? Следует ли пересмотреть текущее положение вещей? Всё это должно быть представлено и обсуждаться со всеми великими семьями».

### Коронация
Капилиэле Фаупала был официально коронован 51-м Лавелуа Уоллиса 25 июля 2008 года. Коронация состоялась в Мата-Уту, столице Уоллис и Футуна, на главной территории Малае Сагато Соане и собрала более 3 тыс. человек. Коронация завершила несколько дней формальных традиционных уоллисских праздников, которые включали церемонию кавы и вручение подарков новому королю. Фаупале на момент коронации было 68 лет.
Некоторые из главных королевских семей Уоллиса, только на севере (Хихифо), предпочли не присутствовать на коронации Фаупала из-за продолжающегося спора о королевской преемственности.

### Отречение
Капелеле Фаупала отрёкся от королевского титула 2 сентября 2014 года из-за напряжённости между ним и премьер-министром. Он ускорил потерю титула, когда решил отправить в отставку своего премьер-министра Куситино Манакофайву, но недовольство населения и королевских семей не угасало уже несколько лет.
После этого на Уоллиса не было монарха в течение почти двух лет до возведения на престол двух конкурирующих королей в апреле 2016 года. В конечном итоге Франция признала Паталионе Канимоа официальным лавелуа 3 июня 2016 года. Кризис уоллисских обычаев, однако, этим не закончился, поскольку общество глубоко разделено.